# 文澳祖師廟
文澳祖師廟，主祀清水祖師陳昭應，今為臺灣澎湖縣馬公市西文里的公廟，聚落四周設有六營以保境安民。根據乾隆卅二年（1767年）胡建偉總編的《澎湖紀略》紀載，祖師廟建造於康熙年間，相傳當時有一僧侶自泉州安溪清水巖東渡，來到文澳地區替居民治病，且不收取分文，故設立此廟感念。

## 沿革
祖師廟建造於原澎湖廳署西側，坐北朝南、面海背山，風水甚佳。雖今日已是新式廟宇的建築外觀，究其歷史淵源，祖師廟同澎湖水仙宮、澎湖觀音亭、施公祠與東甲北極殿等，皆為澎湖在康熙年間已有文獻紀錄的祠廟。
根據胡建偉《澎湖紀略》和蔣鏞《澎湖續編》所載，關於文澳祖師廟的興建起源以及於乾隆廿九年（1764年）與嘉慶十六年（1811年）修建的紀錄中，其整修多為民間里人募捐出資，庶民色彩更形濃厚。
民國48年（1959年）祖師廟三度重建，民國54年（1963年）里人葉順鴻等再勸捐重修，民國75年（1986年）遭逢韋恩颱風侵襲，廟舍漏水嚴重，里人陳明廷、林財達與林永安等籌組重建委員會，亦延請文澳清水祖師分靈至高雄大港埔祖師廟的負責人蔡進宗為委員。1993年動工，1997年12月21日歷時四年八個月終告竣工。落成後新廟亦採坐北朝南，廟宇樣式即為現狀。

## 祖師廟與鸞堂的淵源
1895年（光緒21年），時逢乙未戰爭，澎湖鸞堂始祖「一新社」為躲避兵燹，遷至西文澳的民宅扶鸞宣講，另於1902年（明治35年）在祖師廟東鄰創辦「聖真寶殿」。文澳祖師廟受一新社與文澳聖真寶殿的影響，亦於1921年（大正10年）開辦鸞堂，即「登岸社禮善堂」。直到民國55年（1966），一新社另行於馬公市區籌辦廟宇「一新社聖真寶殿」，「登岸社禮善堂」隨之遷移到文澳聖真寶殿。
此外，1993年祖師廟修葺期間，暫駐行館於文澳聖真寶殿，原廟四垂亭亦移架聖真寶殿使用。
文澳祖師廟正廳尚存有《喚醒善導》手冊四本，亦為鸞堂善書。

## 匾額文物
澎湖地區盛行恭請四方庇佑的小法儀式時時會在祖師廟前廣場舉行。此外，文澳祖師廟內懸掛三個清代便保存下來的匾額文物，分別是「清溪垂庇匾」、「一方之庇匾」與「千江明月匾」。除了「清溪垂庇匾」之外，「一方之庇匾」與「千江明月匾」皆有落款明確的立匾年份。

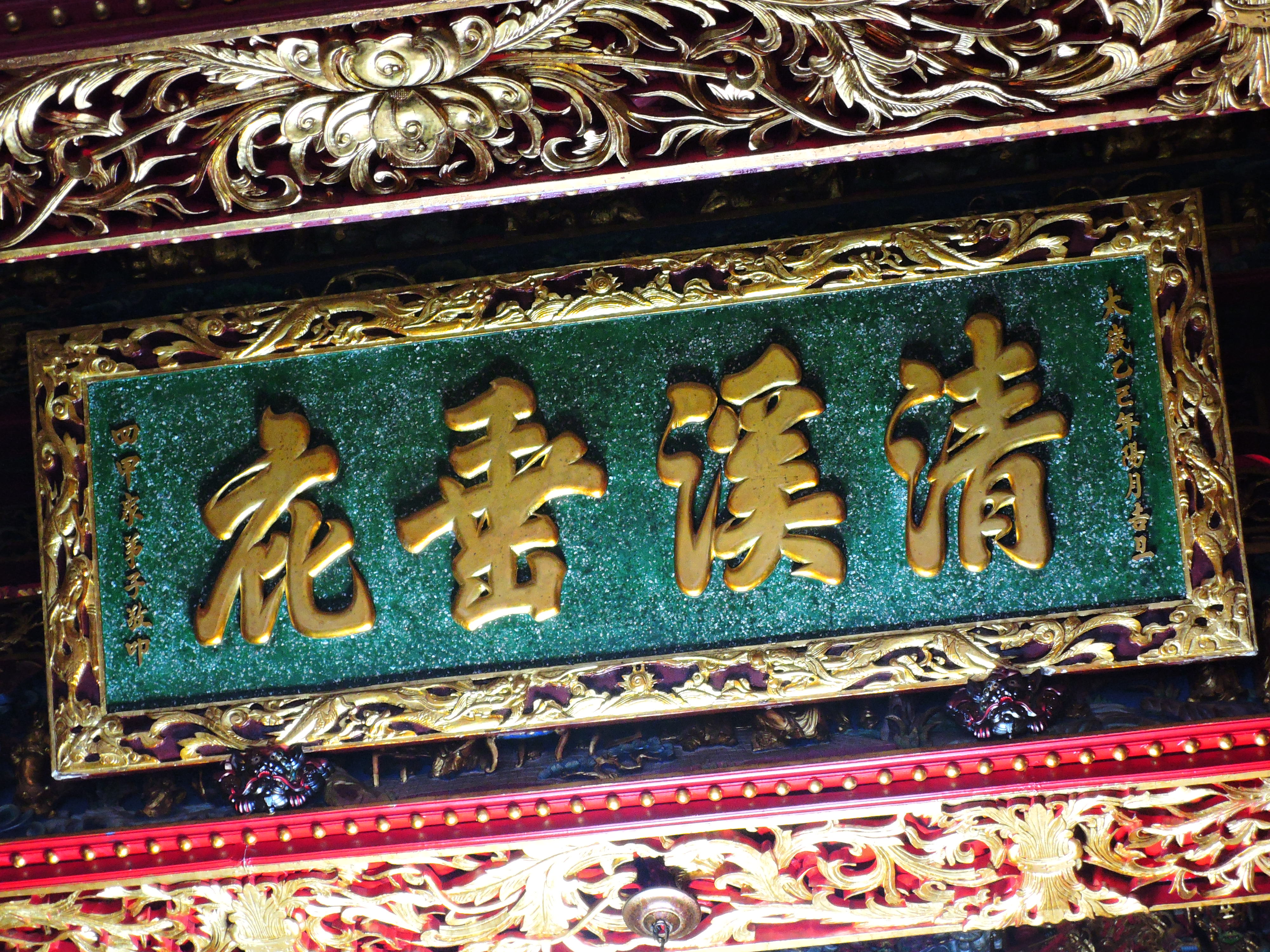
乙巳年（應為1725或1785年）
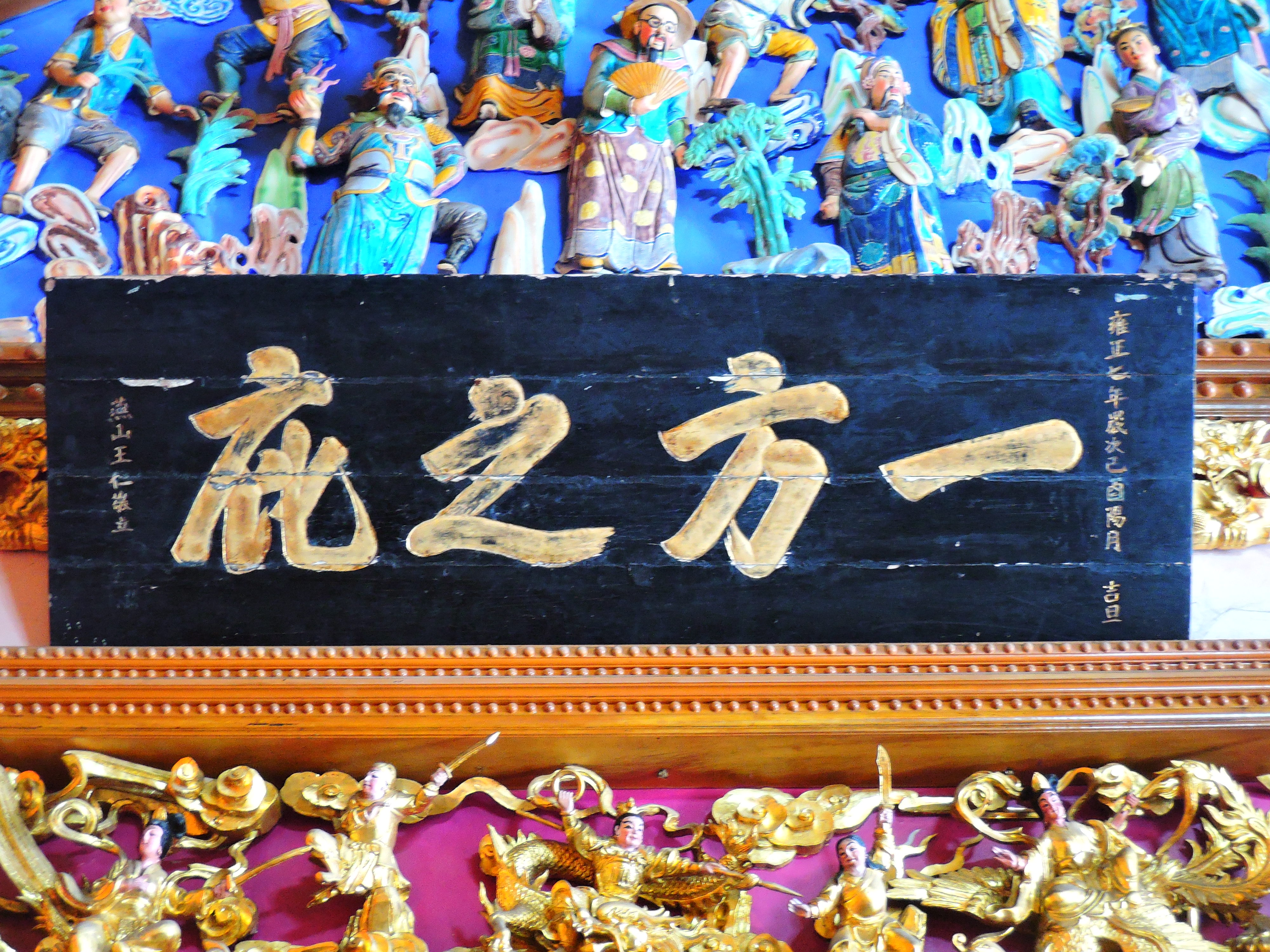
雍正7年 (1729年)
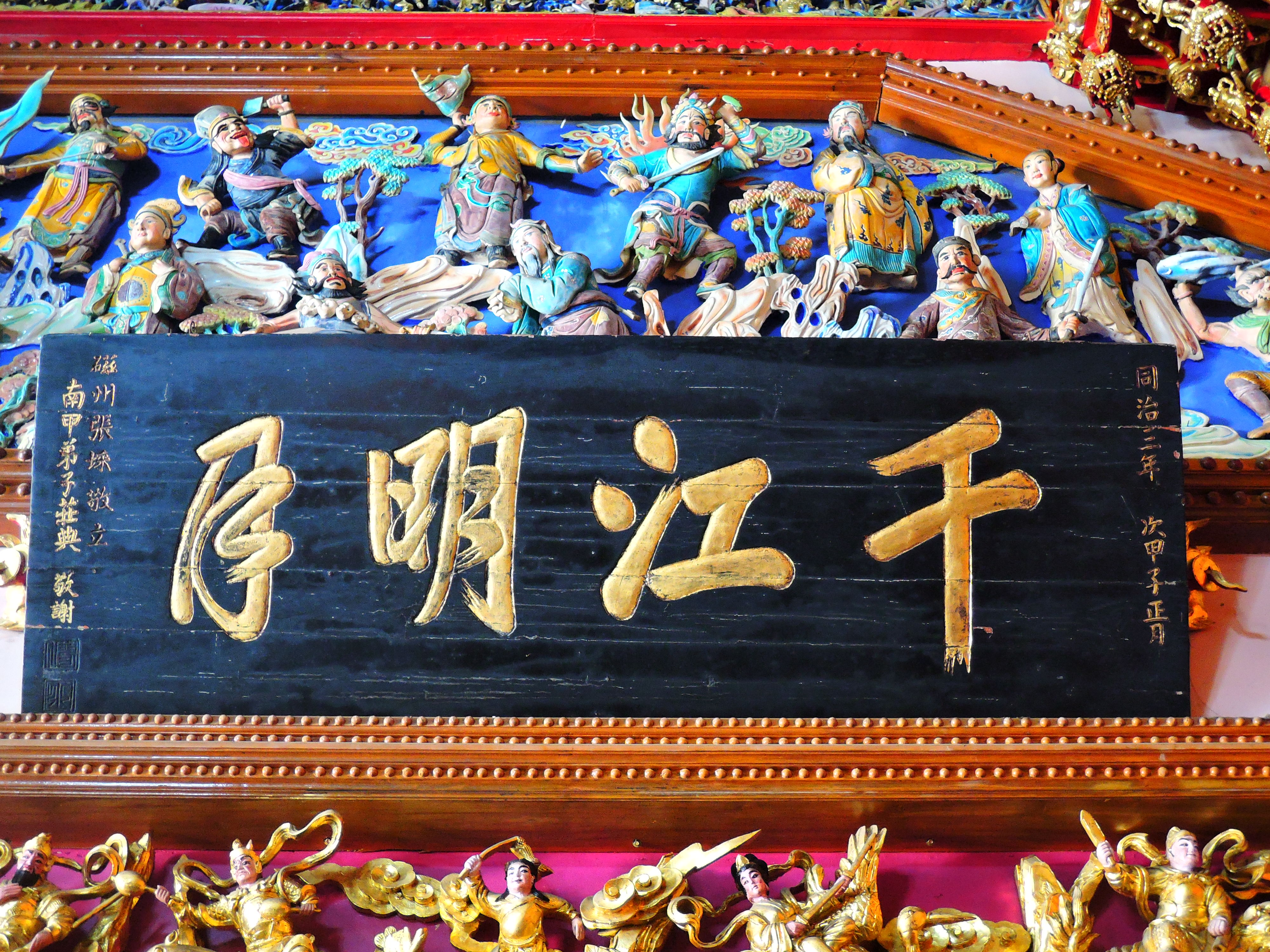
同治3年 (1864年)
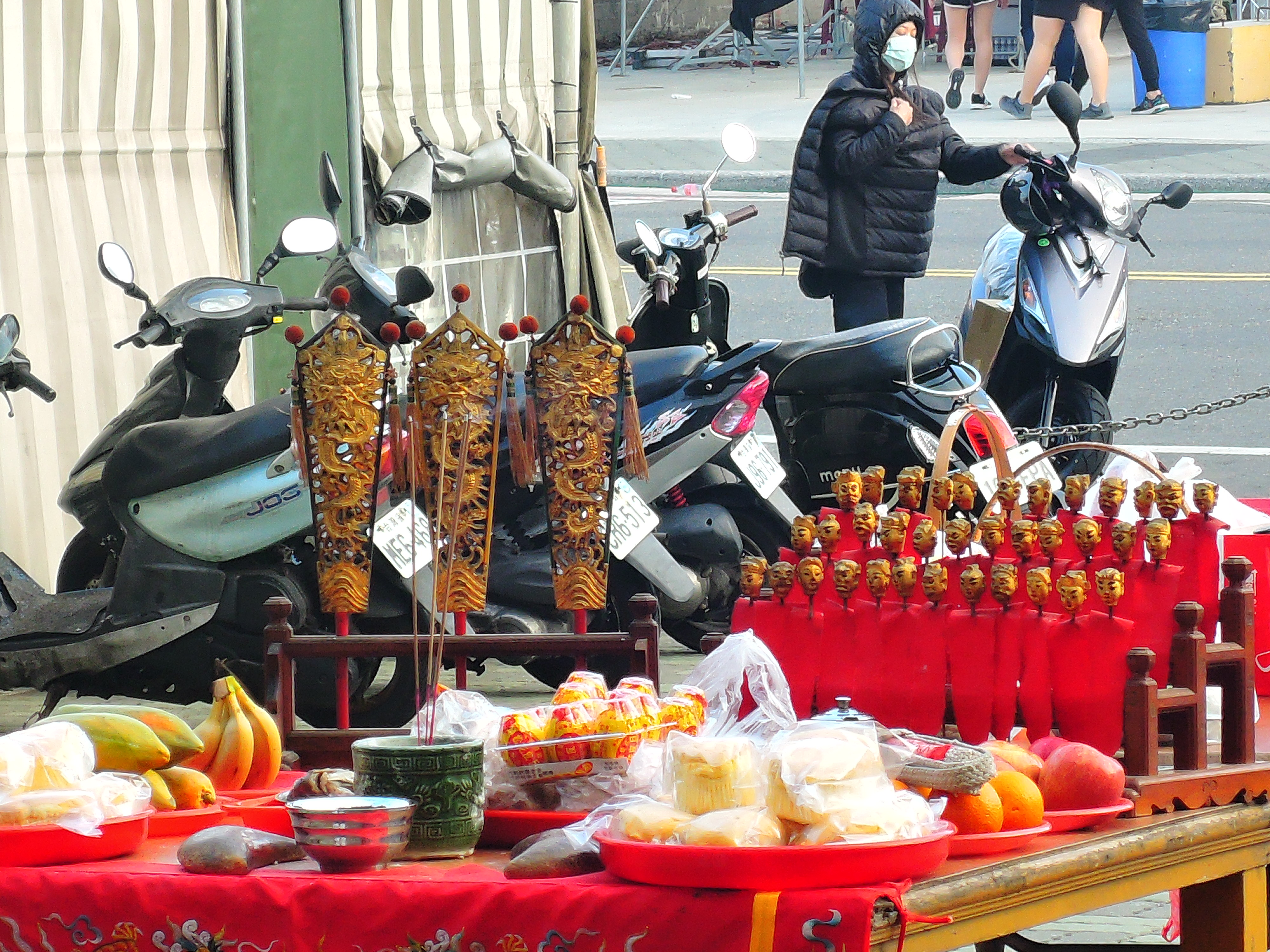
小法儀式
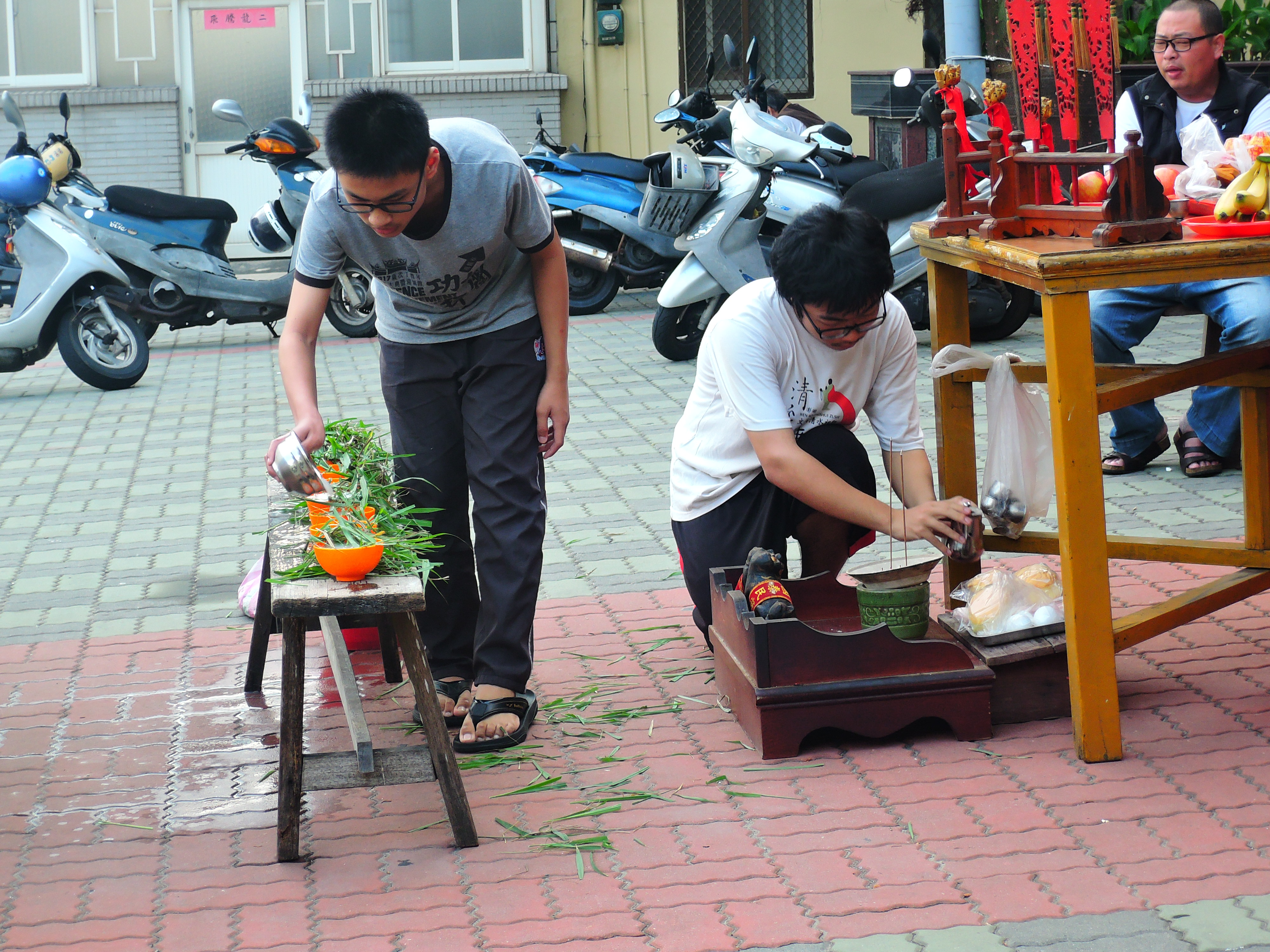
小法儀式

### 清溪垂庇匾
置於祖師廟正殿上方的「清溪垂庇匾」，由於僅落款「乙巳年」，廟方立碑之際，便將祖師廟立廟歷史推至康熙四年（1665），即明鄭永曆19年便已立廟。澎湖文史工作者許玉河則認為此匾所指的乙巳年應係雍正三年（1725）或乾隆五十年（1785），推論之依據在於清溪垂庇匾下款「四甲眾弟子敬叩」之「四甲」二字；「甲」常見於清代澎湖聚落的自治單位，具有一定的人口規模才能形成四個甲的單位組織，但依照明鄭東寧政權時期治澎政策，延平郡王鄭經係將澎湖島佈署為軍事基地，兵多於民，並不太可能形成高達「四甲」的村莊規模，故提出立匾之乙巳年為1725年或1785年的主張。

## 圖輯

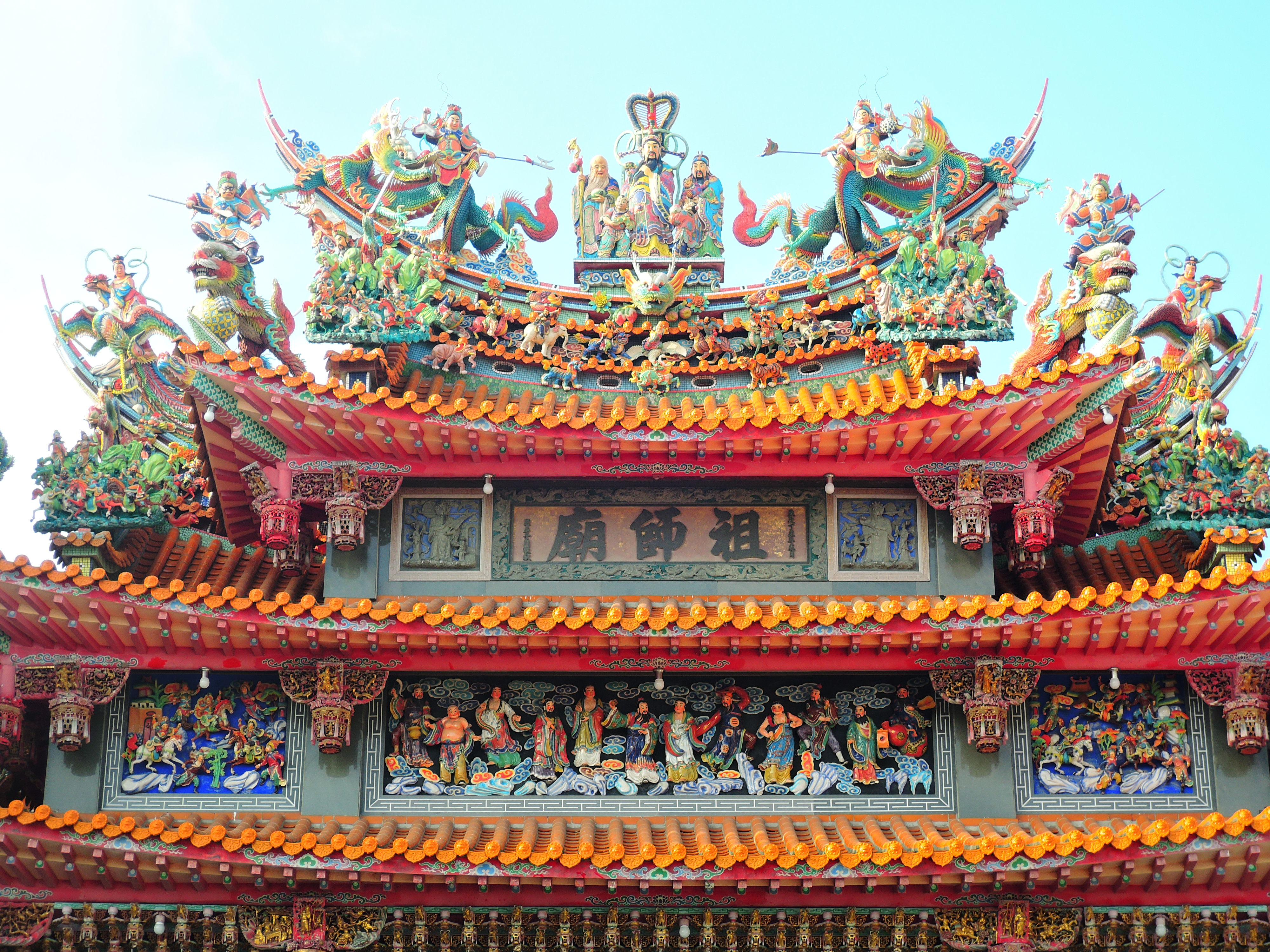
屋頂、廟名
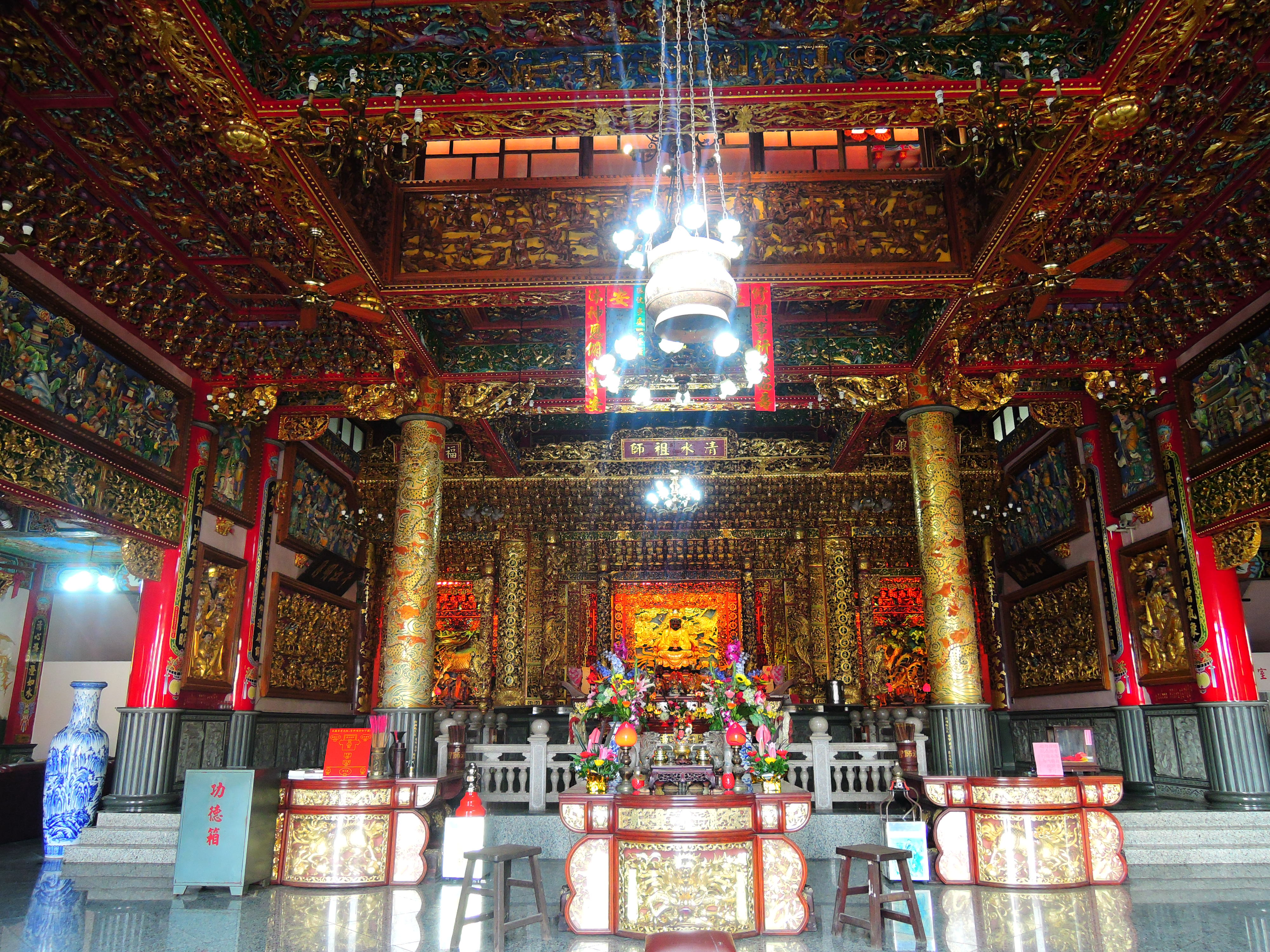
正殿
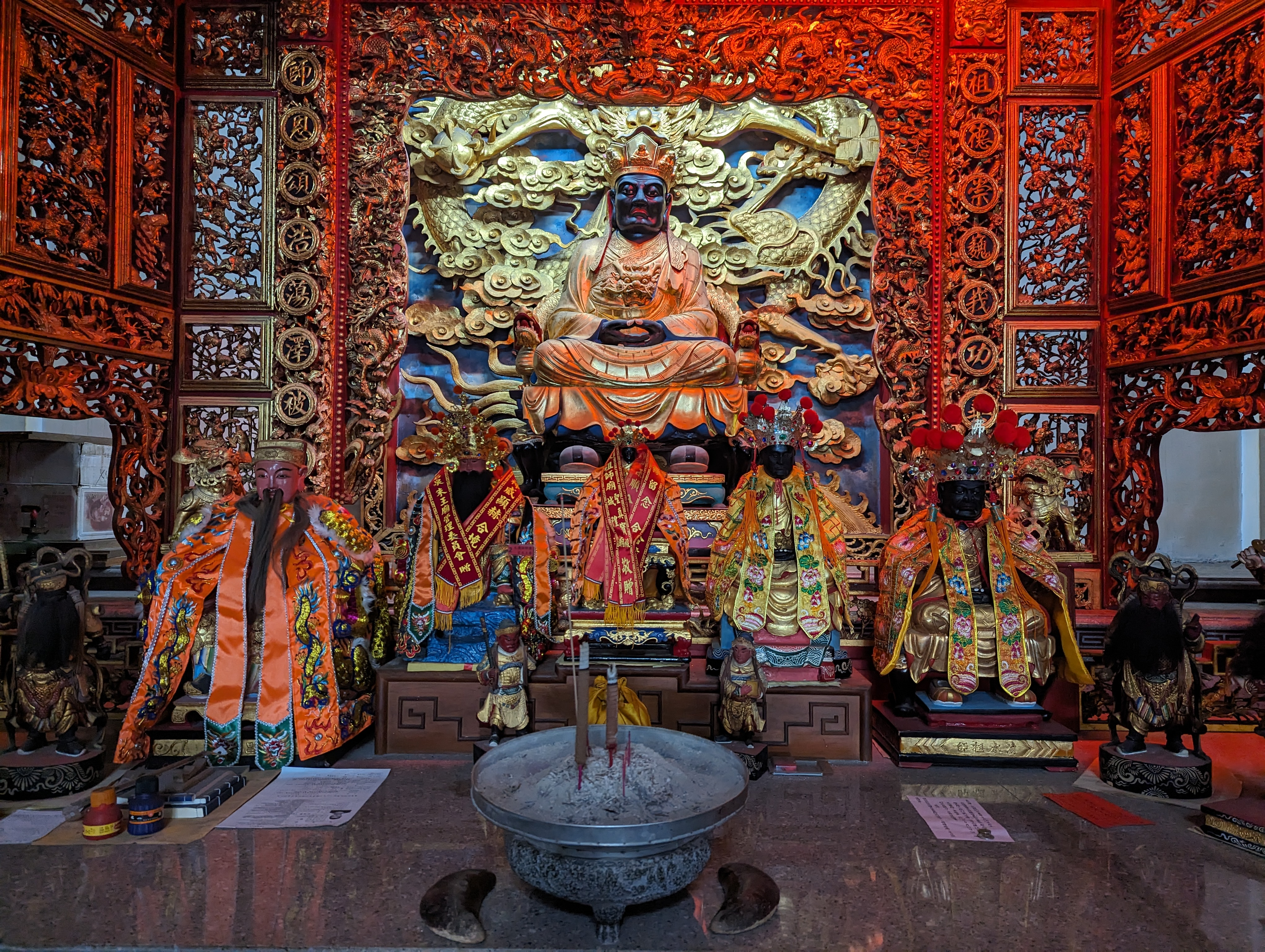
正殿神龕
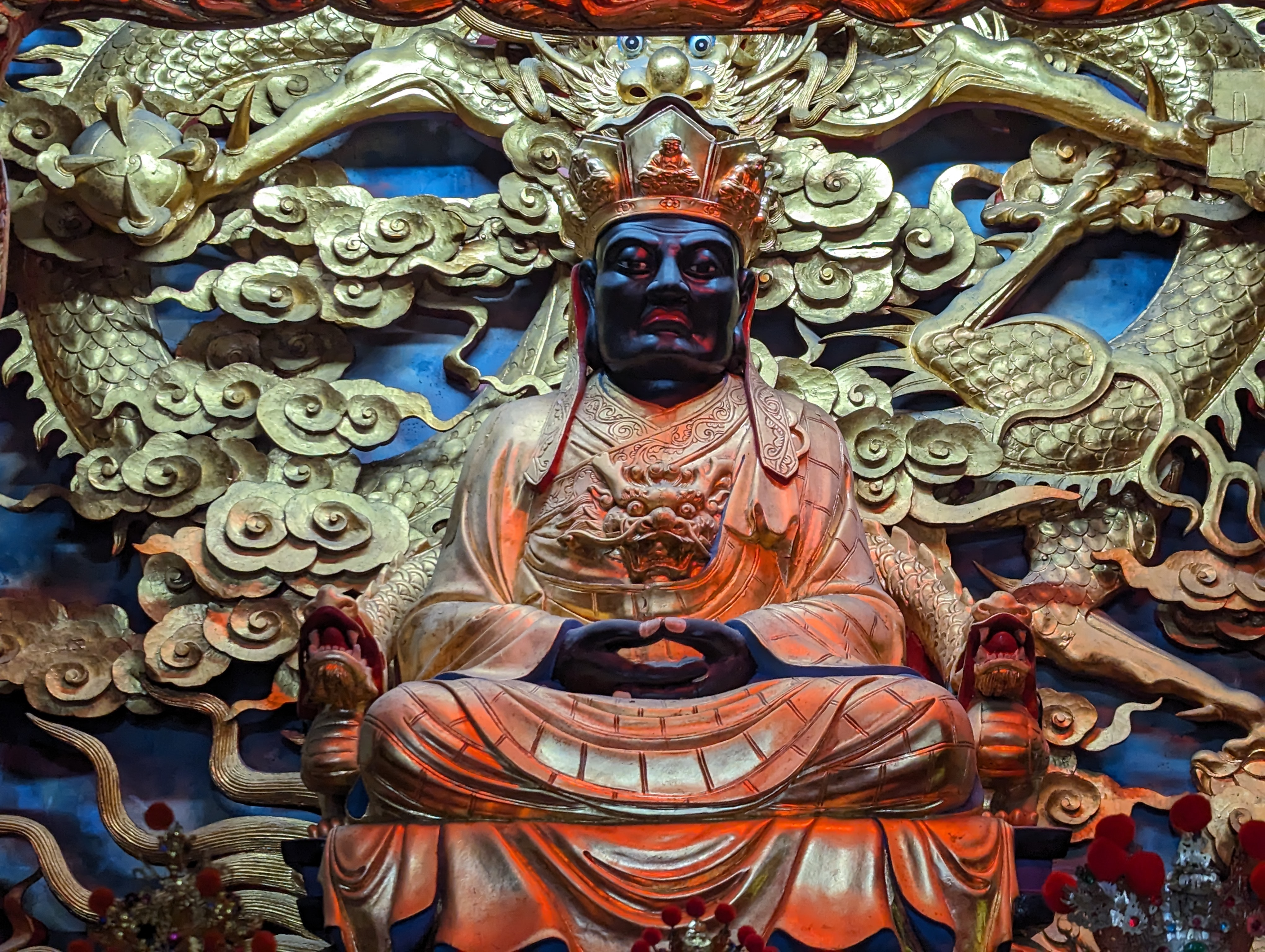
文澳祖師像
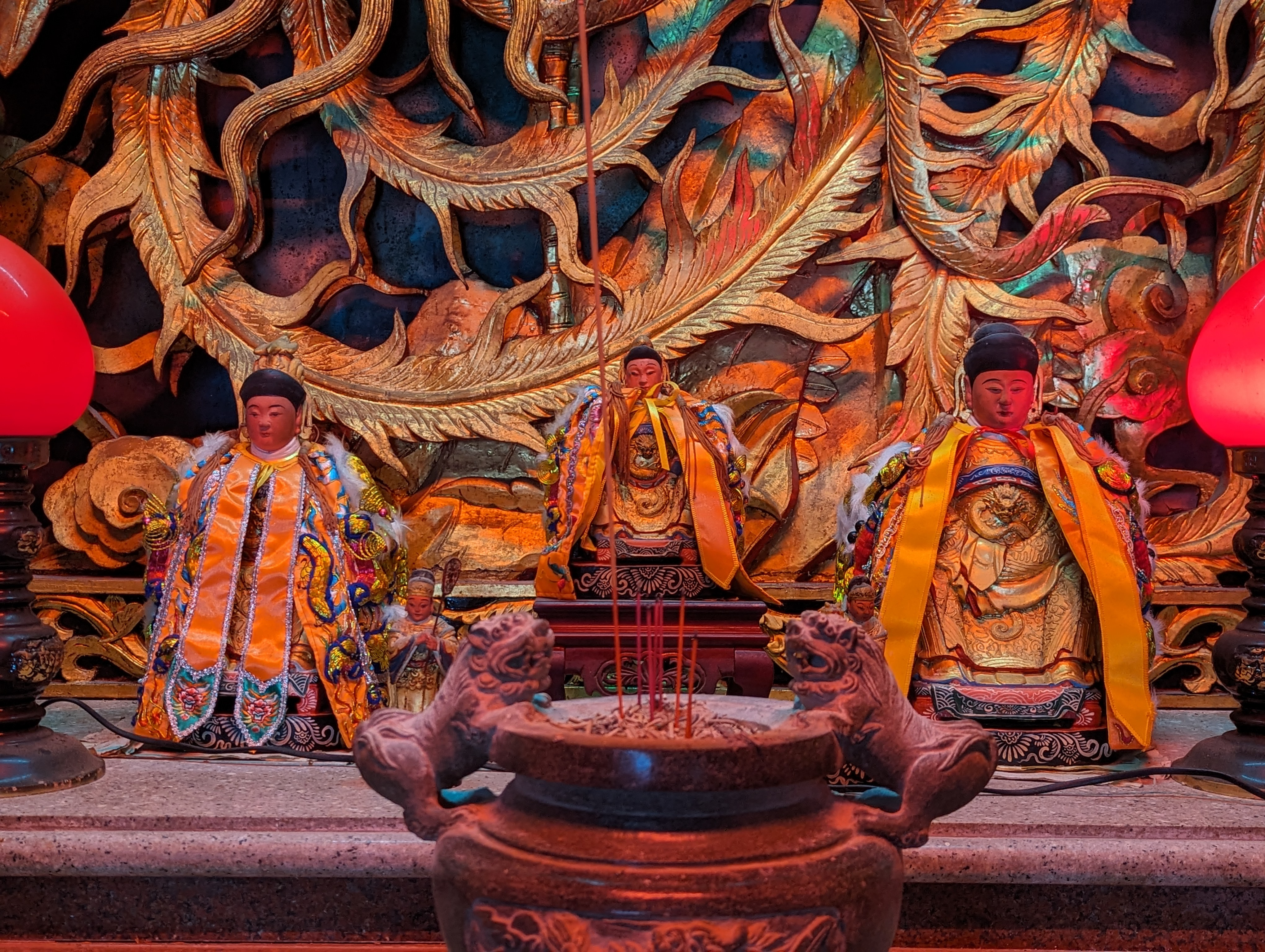
註生娘娘像
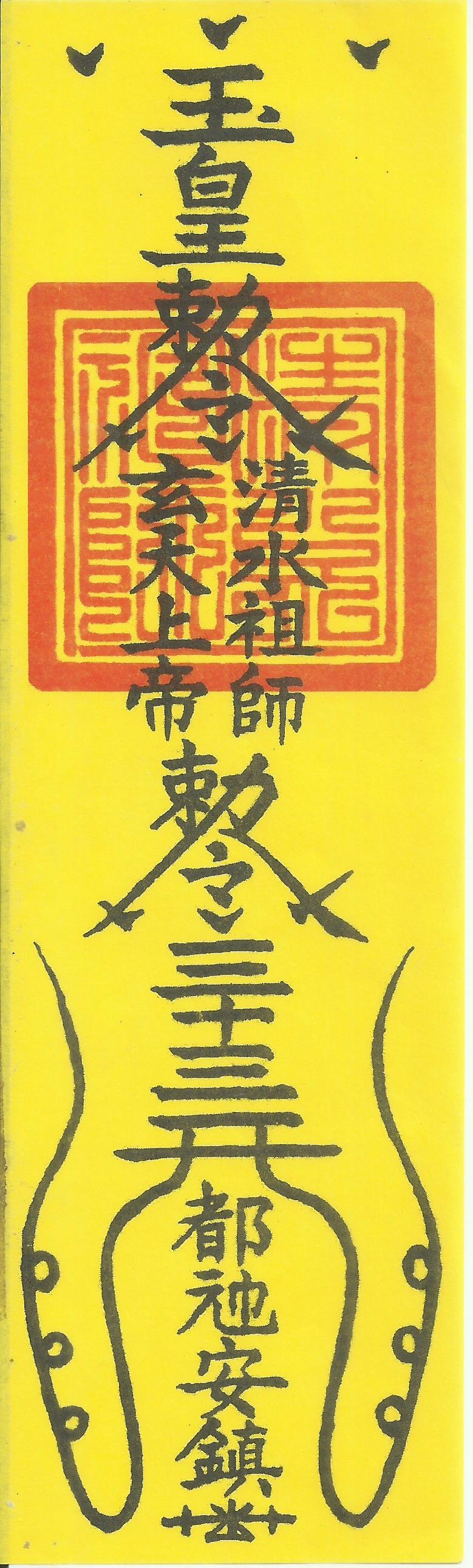
文澳祖師廟之平安符

## 文澳祖師廟夜市

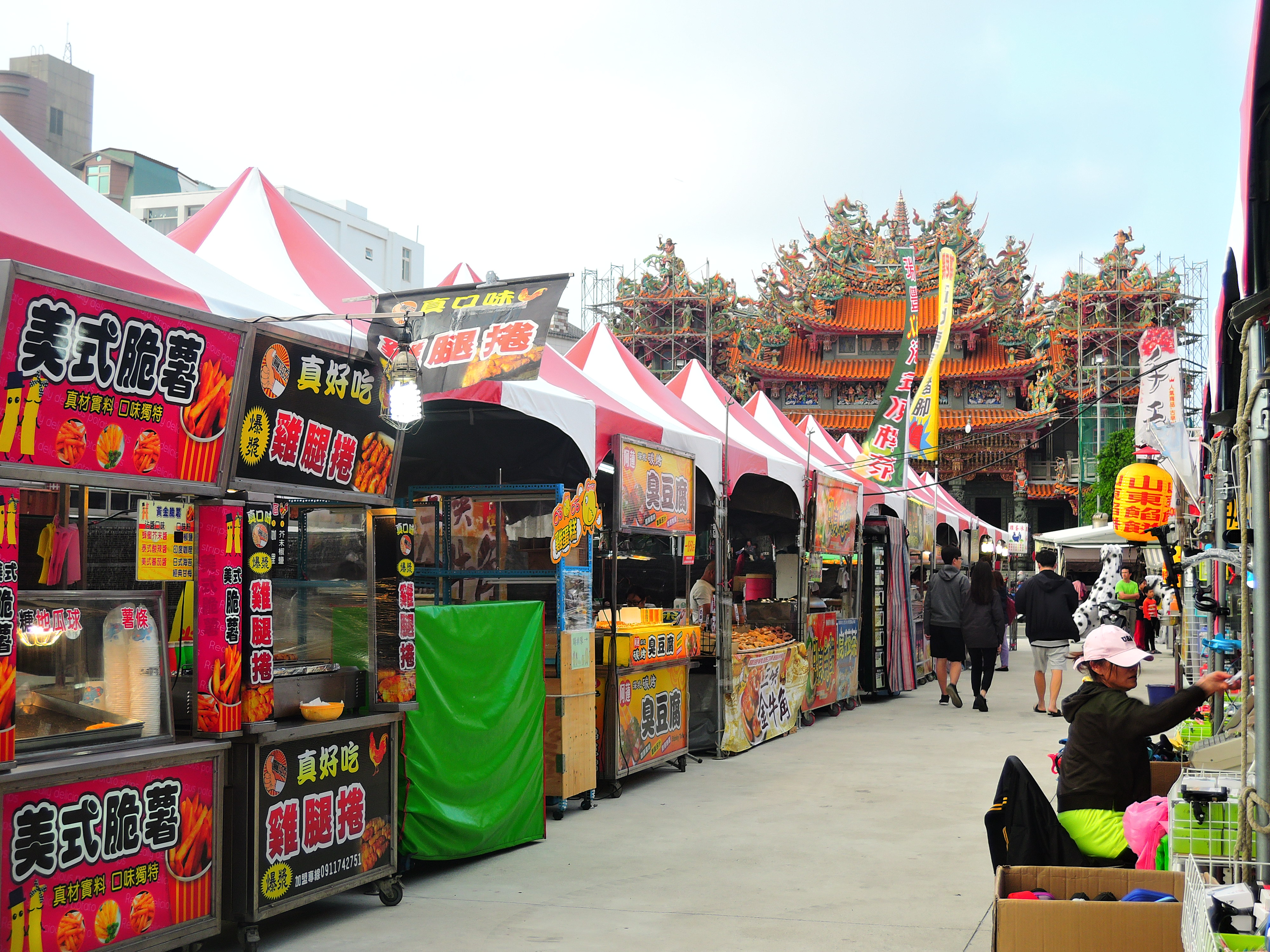
祖師廟觀光夜市

馬公市文澳地區周遭為海埔新生地，早期多為住宅區、商店不多，文澳廟埕前腹地廣大，便開放些許攤販在此擺攤兼賣點心、宵夜。近年來由於大型飯店與民宿進駐林立，觀光人潮湧入文澳地區，祖師廟因應地方需求，於2016年起開辦夏季觀光夜市，在澎湖宮廟中亦屬創舉。

## 其他新聞
- 2018年11月18日，適逢台灣九合一大選前夕，尋求連任的澎湖縣長陳光復邀請總統蔡英文與行政院長賴清德站台，一同參拜清水祖師，並合照於文澳清水祖師廟前。[10]

## 外部連結
- 澎湖文澳祖師廟Facebook專頁

23°33′56″N 119°34′57″E / 23.565554°N 119.582558°E